# 上阿尔姆
上阿尔姆是奥地利萨尔茨堡州哈莱因县的一个市镇。总面积6.39平方公里，总人口3989人，人口密度624.3人/平方公里（2005年）。